# Enguerrand III. de Coucy
Enguerrand III. de Coucy (* 1182; † ca. 1242) war Herr der Baronie Coucy in der Picardie (Nordfrankreich). Seine Beinamen waren „der Große“ (le Grand) oder „der Erbauer“ (le Bâtisseur). Er war der älteste Sohn von Raoul I. de Coucy († 1191) und der Alice de Dreux (* 1156/57; † um 1217), einer Tochter des Grafen Robert I. von Dreux.
Enguerrand III. war Herr über die mächtigste Baronie Frankreichs. Sein Machtbewusstsein spiegelte sich wider im 1223 begonnenen Ausbau seiner Burg Coucy zu einer der größten mittelalterlichen Burganlagen Europas.

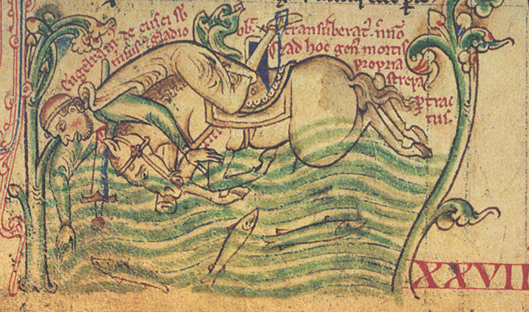
Tod des Enguerrand III. von Coucy aus der Chronica Majora von Matthäus Paris.

Enguerrand III. nahm mit seinen Brüdern Thomas de Vervins und Robert de Pinon an allen großen Feldzügen der Kapetinger teil: 1205 im Anjou und 1214 in der Schlacht bei Bouvines. Von 1216 bis 1217 unterstützte er Ludwig VIII. den Löwen in England, wofür er 1216 von den Erzbischöfen von Reims, Sens und Rouen exkommuniziert wurde. 1219 wurde er aber von den Bischöfen von Laon und Noyon wieder gelöst. 1219 und 1226 nahm Enguerrand am Albigenserkreuzzug teil. In den Jahren 1229–30 nahm er mit einer Gruppe von Baronen, angeführt von seinem Vetter aus dem Hause Dreux, Peter Mauclerc, an der Opposition gegen die Regentin Blanka von Kastilien teil. Angeblich soll sich Enguerrand selbst Hoffnungen auf den Königsthron gemacht haben, da er über seine Mutter ein Urenkel von König Ludwig VI. den Dicken war. Trotz des Scheiterns der Revolte behielt er sein stolzes Auftreten bei, deutlich gemacht durch seinen bekannt gewordenen Ausspruch:
Roi ne suis, ne Prince ne Duc ne Comte aussi; Je suis le sire de Coucy!
(Kein König bin ich, weder Fürst noch Herzog noch Graf, ich bin der Herr von Coucy!)
Enguerrand starb, als er bei der Überquerung eines Bachs in der Nähe von Vervins aus dem Sattel fiel und in sein eigenes Schwert stürzte. Sein Nachruhm beruht auf seinen Bauten, er ließ größere Festungen wieder herrichten und erbaute sechs weitere Burgen.

## Ehe und Nachkommen

Familienwappen Enguerrands von Coucy

Er war drei Mal verheiratet. Seine erste Ehefrau war Beatrix de Vignory, Witwe des Grafen Rudolf I. von Roucy. In zweiter Ehe heiratete er zwischen 1200 und 1205 Mathilde (auch Mahaut oder Richenza) von Sachsen († vor 1210), Tochter Herzog Heinrichs des Löwen, Witwe Graf Gottfrieds III. von Le Perche. Seine dritte Ehefrau war Marie de Montmirail, mit der er drei Töchter und zwei Söhne hatte:
- Marie de Coucy, ⚭ (1) 1239 König Alexander II. von Schottland, ⚭ (2) 1251 Johann von Akkon, Sohn von König Johann von Jerusalem (Haus Brienne)
- Alix de Coucy ⚭ Arnold III., Graf von Guînes
- Johanna de Coucy ⚭ Jean de Mailly
- Raoul II. de Coucy († 1250)
- Enguerrand IV. de Coucy († 1310)

Siehe auch Haus Boves

## Fußnote
1. ↑  Annales Londonienses, S. 43 (veröffentlicht in Annales Londoniensis and Annales Paulini von W. Stubbs; London, 1882)

| Personendaten    | Personendaten                                |
| ---------------- | -------------------------------------------- |
| NAME             | Enguerrand III. de Coucy                     |
| ALTERNATIVNAMEN  | Enguerrand der Große; Enguerrand der Erbauer |
| KURZBESCHREIBUNG | Herr von Coucy                               |
| GEBURTSDATUM     | 1182                                         |
| STERBEDATUM      | um 1242                                      |